# 2-Octinal
2-Octinal ist eine organische Verbindung mit der Summenformel C8H12O. Sie gehört zu den Aldehyden mit einer zusätzlichen C≡C-Dreifachbindung.